# Drama Tour
Die Drama Tour war eine Konzerttournee der britischen Progressive-Rock-Band Yes. Sie diente zur Promotion ihres namensgebenden Albums Drama (1980). Sie war gleichzeitig die einzige Tournee der Band mit Trevor Horn als Frontmann und somit die erste ohne ihren langjährigen Leadsänger Jon Anderson, der seit 1972 zusammen mit Bassist Chris Squire das letzte verbliebene Gründungsmitglied innerhalb der Band war.

## Hintergrund
Die Drama Tour startete am 29. August 1980 in Toronto und endete am 18. Dezember desselben Jahres in London. Sie umfasste insgesamt 66 Konzerte in Nordamerika und Großbritannien. Aufgrund der überwiegend negativen Resonanz von europäischen Kritikern und Yes-Fans auf das Album Drama und die Ausstiege von Jon Anderson und Rick Wakeman aus der Band gaben Yes keine weiteren Konzerte auf dem europäischen Festland und unternahm stattdessen zum ersten Mal seit ihrer Relayer Tour im Jahr 1975 eine ausgedehntere UK-Tournee durch kleinere Theater. Auftritte der Band in ihrem britischen Heimatland hatten sich in der Zeit zwischen 1976 und 1979 lediglich auf mehrere Shows in einer bis drei Städten wie London oder Glasgow beschränkt.
Für die beiden neuen Yes-Mitglieder Trevor Horn und Geoff Downes war eine größere Welttournee eine gänzlich neue Erfahrung, da sie auch mit ihrem gemeinsamen Projekt The Buggles zuvor noch nie in derart großem Umfang aufgetreten waren. Da die Probenzeit bis zum Tourneestart nach der Fertigstellung des Albums Drama knapp bemessen war, blieb Horn und Downes auch keine Zeit, ambitioniertere und längere Yes-Stücke wie Close to the Edge, The Gates of Delirium oder Awaken zu erlernen, so dass sich die Band in ihrer Setlist neben den aktuellen Liedern vor allem auf vergleichsweise geerdetere Songs, beispielsweise von The Yes Album, fokussierten.
Wegen geringer Erfahrungen mit der Konzertbühne und der Ungewissheit, wie das Live-Publikum auf die neuen Mitglieder reagieren würden, war Trevor Horn während der meisten Shows oft nervös und hatte Probleme mit seiner zwar hohen Gesangsstimme, die jedoch im weiteren Verlauf der Tournee zunehmend angespannter wurde, da er sich bei den älteren Liedern bemühte, die hohe Stimmlage seines Vorgängers Jon Anderson zu erreichen.
Da der Besetzungswechsel bei Yes erst kurz nach Veröffentlichung von Drama und somit kurz vor Beginn der Tournee öffentlich bekanntgegeben wurde, war die Nordamerika-Tournee bereits im Vorfeld ausverkauft, ohne das die dortigen Fans über das neue Line-Up der Band Bescheid wussten. Dennoch war der überwiegende Teil der amerikanischen Fans bereit, der neuen Inkarnation von Yes eine Chance zu geben und zeigten sich nach den Konzerten begeistert. Im Rahmen der US-Tour gelang es Yes einmal mehr, den New Yorker Madison Square Garden dreimal hintereinander auszuverkaufen. Dies brachte der Band eine Auszeichnung für insgesamt 16 ausverkaufte Konzerte an dieser Spielstätte seit 1974 ein. Die britische Etappe wurde hingegen seitens des Publikums schlechter aufgenommen: Viele Zuschauer brachten ihre Wut über den Besetzungswechsel zum Ausdruck, indem sie Horn und Downes ausbuhten und verhöhnten oder ständig die Namen von Jon Anderson und Rick Wakeman riefen. Zudem war Jon Anderson zur gleichen Zeit auf Solotournee durch Großbritannien. Was die verkauften Eintrittskarten anging, schlugen sich sowohl Yes als auch Anderson gut, jedoch hatte Anderson mit seinem gut gewählten und zwischen Yes- und Solotiteln ausgewogenem Programm die Herzen der Yes-Fans auf seiner Seite.
Die negativen Reaktionen des britischen Publikums auf die Konzerte sowie die weiterhin anhaltenden stimmlichen Probleme von Trevor Horn und eine Auseinandersetzung zwischen Horn/Downes und Chris Squire belasteten das Klima in der Band. Am Ende der für Yes-Verhältnisse recht kurzen Tournee war klar, dass Yes vor dem endgültigen Aus standen.
Für die Bühnenshow nutzten Yes in den nordamerikanischen Arenen die drehbare Rundbühne, von der sie bereits auf der vorherigen Tormato Tour Gebrauch gemacht hatten. Während der anschließenden UK-Tour, die in kleinerem und dadurch intimerem Rahmen stattfand, spielte die Band hingegen auf einer klassischen Konzertbühne, die vor allem durch ein von Roger Dean und dessen Bruder Martyn entworfenes, an Kristalle erinnerndes Bühnendesign bestach. Es war das erste Mal seit der 1976er Solo Albums Tour, dass die Dean-Brüder an einem Bühnenkonzept für Yes beteiligt waren.
Nachdem die Bandmitglieder erkannt hatten, dass es für Yes in dieser Besetzung keine Zukunft gab, gaben sie Anfang 1981 offiziell die (vorläufige) Auflösung der Band bekannt.

## Liveaufnahmen
Aufnahmen des Konzertes in New York City am 6. September 1980 erschienen 2005 in dem 3CD-Boxset The Word Is Live.

## Setlist
Neben den neuen Songs des Albums Drama und älteren Yes-Stücken spielte die Band mit Go Through This und We Can Fly from Here zwei Lieder, die ursprünglich für Drama vorgesehen waren, letztendlich jedoch nicht auf diesem Album veröffentlicht wurden (die Liveversionen dieser Songs wurden 2005 auf The Word Is Live veröffentlicht.) Jedoch erschien Go Through This im Jahr 2004 unter dem Titel Have We Really Got to Go Through This in einer Studioversion auf der „Expanded & Remastered“-Version von Drama. 2011 erschien auch We Can Fly from Here als Teil der Suite Fly from Here auf dem gleichnamigen Studioalbum von Yes.
Die Man in the White Car-Suite war der Solobeitrag von Keyboarder Geoff Downes, bei der es sich um eine Bearbeitung des nur eineinhalb Minuten langen Stückes White Car auf dem Drama-Album handelte. In dieser Suite ließ Downes auch den gemeinsam mit Trevor Horn und Bruce Woolley geschriebenen Buggles-Hit Video Killed the Radio Star anklingen.

### Beispiel-Setlist
- Intro (The Young Person’s Guide to the Orchestra)
- Does It Really Happen?
- Yours Is No Disgrace
- Into the Lens
- Clap
- And You and I
- Go Through This
- Man in the White Car Suite/Video Killed the Radio Star
- Parallels
- We Can Fly from Here
- Tempus Fugit
- Amazing Grace
- The Fish (Schindleria Praematurus)
- Machine Messiah
- Starship Trooper
- Roundabout

## Tourdaten
| Nr.                 | Datum               | Stadt               | Land                | Veranstaltungsort                     |                     |
| Leg 1 – Nordamerika | Leg 1 – Nordamerika | Leg 1 – Nordamerika | Leg 1 – Nordamerika | Leg 1 – Nordamerika                   | Leg 1 – Nordamerika |
| ------------------- | ------------------- | ------------------- | ------------------- | ------------------------------------- | ------------------- |
| 1                   | 29. August 1980     | Toronto             | Kanada              | Maple Leaf Gardens                    |                     |
| 2                   | 30. August 1980     | Montréal            | Kanada              | Forum                                 |                     |
| 3                   | 1. September 1980   | Hartford            | Vereinigte Staaten  | Civic Center                          |                     |
| 4                   | 2. September 1980   | Portland            | Vereinigte Staaten  | Cumberland County Civic Center        |                     |
| 5                   | 4. September 1980   | New York City       | Vereinigte Staaten  | Madison Square Garden                 |                     |
| 6                   | 5. September 1980   | New York City       | Vereinigte Staaten  | Madison Square Garden                 |                     |
| 7                   | 6. September 1980   | New York City       | Vereinigte Staaten  | Madison Square Garden                 |                     |
| 8                   | 8. September 1980   | Providence          | Vereinigte Staaten  | Civic Center                          |                     |
| 9                   | 9. September 1980   | Boston              | Vereinigte Staaten  | Boston Garden                         |                     |
| 10                  | 10. September 1980  | Glens Falls         | Vereinigte Staaten  | Civic Center                          |                     |
| 11                  | 11. September 1980  | Landover            | Vereinigte Staaten  | Capital Center                        |                     |
| 12                  | 12. September 1980  | Philadelphia        | Vereinigte Staaten  | Spectrum                              |                     |
| 13                  | 13. September 1980  | Philadelphia        | Vereinigte Staaten  | Spectrum                              |                     |
| 14                  | 14. September 1980  | Binghamton          | Vereinigte Staaten  | Broome County Veterans Memorial Arena |                     |
| 15                  | 16. September 1980  | Rochester           | Vereinigte Staaten  | Community War Memorial                |                     |
| 16                  | 17. September 1980  | Buffalo             | Vereinigte Staaten  | Memorial Auditorium                   |                     |
| 17                  | 18. September 1980  | Pittsburgh          | Vereinigte Staaten  | Civic Arena                           |                     |
| 18                  | 19. September 1980  | Detroit             | Vereinigte Staaten  | Joe Louis Arena                       |                     |
| 19                  | 20. September 1980  | Richfield           | Vereinigte Staaten  | Coliseum                              |                     |
| 20                  | 21. September 1980  | Cincinnati          | Vereinigte Staaten  | Riverfront Coliseum                   |                     |
| 21                  | 22. September 1980  | Chicago             | Vereinigte Staaten  | International Amphitheatre            |                     |
| 22                  | 23. September 1980  | Chicago             | Vereinigte Staaten  | International Amphitheatre            |                     |
| 23                  | 25. September 1980  | St. Louis           | Vereinigte Staaten  | Checkerdome                           |                     |
| 24                  | 26. September 1980  | Tulsa               | Vereinigte Staaten  | Assembly Center                       |                     |
| 25                  | 27. September 1980  | Dallas              | Vereinigte Staaten  | Reunion Arena                         |                     |
| 26                  | 28. September 1980  | San Antonio         | Vereinigte Staaten  | Convention Center Arena               |                     |
| 27                  | 29. September 1980  | Houston             | Vereinigte Staaten  | The Summit                            |                     |
| xx                  | 1. Oktober 1980     | Tempe               | Vereinigte Staaten  | ASU Activity Center                   |                     |
| 28                  | 2. Oktober 1980     | San Diego           | Vereinigte Staaten  | Sports Arena                          |                     |
| 29                  | 3. Oktober 1980     | Los Angeles         | Vereinigte Staaten  | Memorial Sports Arena                 |                     |
| 30                  | 4. Oktober 1980     | Los Angeles         | Vereinigte Staaten  | Memorial Sports Arena                 |                     |
| 31                  | 5. Oktober 1980     | Fresno              | Vereinigte Staaten  | Selland Arena                         |                     |
| 32                  | 6. Oktober 1980     | Daly City           | Vereinigte Staaten  | Cow Palace                            |                     |
| 33                  | 9. Oktober 1980     | St. Paul            | Vereinigte Staaten  | Civic Center                          |                     |
| 34                  | 10. Oktober 1980    | South Bend          | Vereinigte Staaten  | Athletic & Convocation Center         |                     |
| 35                  | 11. Oktober 1980    | Champaign           | Vereinigte Staaten  | UIUC Assembly Hall                    |                     |
| xx                  | 12. Oktober 1980    | Memphis             | Vereinigte Staaten  | Mid-South Coliseum                    |                     |
| 36                  | 13. Oktober 1980    | Louisville          | Vereinigte Staaten  | Louisville Gardens                    |                     |
| 37                  | 14. Oktober 1980    | Nashville           | Vereinigte Staaten  | Municipal Auditorium                  |                     |
| 38                  | 16. Oktober 1980    | Bethlehem           | Vereinigte Staaten  | Stabler Arena                         |                     |
| 39                  | 17. Oktober 1980    | Philadelphia        | Vereinigte Staaten  | Spectrum                              |                     |
| 40                  | 18. Oktober 1980    | Hampton             | Vereinigte Staaten  | Coliseum                              |                     |
| 41                  | 19. Oktober 1980    | Uniondale           | Vereinigte Staaten  | Nassau Veterans Memorial Coliseum     |                     |
| xx                  | 20. Oktober 1980    | New Haven           | Vereinigte Staaten  | Veterans Memorial Coliseum            |                     |
| Leg 2 – Europa      |                     |                     |                     |                                       |                     |
| 42                  | 16. November 1980   | Bristol             | England             | Hippodrome                            |                     |
| 43                  | 17. November 1980   | Oxford              | England             | New Theatre                           |                     |
| 44                  | 19. November 1980   | Birmingham          | England             | Odeon Theatre                         |                     |
| 45                  | 20. November 1980   | Birmingham          | England             | Odeon Theatre                         |                     |
| 46                  | 22. November 1980   | Deeside             | Wales               | Leisure Centre                        |                     |
| 47                  | 24. November 1980   | Leicester           | England             | De Montfort Hall                      |                     |
| 48                  | 25. November 1980   | Leicester           | England             | De Montfort Hall                      |                     |
| 49                  | 27. November 1980   | Glasgow             | Schottland          | Apollo Theatre                        |                     |
| 50                  | 28. November 1980   | Glasgow             | Schottland          | Apollo Theatre                        |                     |
| 51                  | 29. November 1980   | Edinburgh           | Schottland          | Playhouse Theatre                     |                     |
| 52                  | 30. November 1980   | Edinburgh           | Schottland          | Playhouse Theatre                     |                     |
| 53                  | 2. Dezember 1980    | Newcastle upon Tyne | England             | City Hall                             |                     |
| 54                  | 3. Dezember 1980    | Newcastle upon Tyne | England             | City Hall                             |                     |
| 55                  | 4. Dezember 1980    | Newcastle upon Tyne | England             | City Hall                             |                     |
| 56                  | 6. Dezember 1980    | Manchester          | England             | Apollo Theatre                        |                     |
| 57                  | 7. Dezember 1980    | Manchester          | England             | Apollo Theatre                        |                     |
| 58                  | 9. Dezember 1980    | Southampton         | England             | Gaumont Theatre                       |                     |
| 59                  | 10. Dezember 1980   | Southampton         | England             | Gaumont Theatre                       |                     |
| 60                  | 11. Dezember 1980   | Brighton            | England             | Brighton Centre                       |                     |
| 61                  | 12. Dezember 1980   | Lewisham            | England             | Odeon Theatre                         |                     |
| 62                  | 14. Dezember 1980   | London              | England             | Hammersmith Odeon                     |                     |
| 63                  | 15. Dezember 1980   | London              | England             | Hammersmith Odeon                     |                     |
| 64                  | 16. Dezember 1980   | London              | England             | Hammersmith Odeon                     |                     |
| 65                  | 17. Dezember 1980   | London              | England             | Rainbow Theatre                       |                     |
| 66                  | 18. Dezember 1980   | London              | England             | Rainbow Theatre                       |                     |

## Band
- Geoff Downes: Keyboards, Fairlight CMI, Vocoder
- Trevor Horn: Gesang, Gitarre
- Steve Howe: Gitarre, Pedal-Steel-Gitarre, Hintergrundgesang
- Chris Squire: Bass, Mundharmonika, Hintergrundgesang
- Alan White: Schlagzeug, Percussion, Hintergrundgesang